# Keio Corporation
Keio Corporation (яп. 京王電鉄株式会社 Кэйо Дэнтэцу Кабусикигайся) (TYO: 9008) — частный железнодорожный оператор в Токио, Япония, и центральная компания группы Keio Group (яп. 京王グループ Кэйо Групу) которая вовлечена в общественный транспорт, торговлю недвижимостью,розничную торговлю и другие отрасли.
Название "Keiō" (яп. 京王 Кэйо) получено путём объединения двух иероглифов взятых из названий мест через которые проходит линия: "Токио(Токё)" (яп. 東京) и "Хатиодзи" (яп. 八王子). Сеть железных дорог Кэйо соединяет западные пригороды — Тёфу, Футю, Хатиодзи, Инаги, Тама и Сагамихара с со станцией Синдзюку в центре Токио.

## История
Самым первым предшественником компании была Nippon Electric Railway (яп. 日本電気鉄道 Ниппон Дэнки Тэцудо) основанная в 1905 году. В 1906 году компания была реорганизована в Musashi Electric Railway (яп. 武蔵電気鉄道 Мусаси Дэнки Тэцудо), а в 1910 снова изменила название на Keiō Electric Tramway (яп. 京王電気軌道 Кэйо Дэнки Кидо). Движение по первому участку между станциями Сасадзука и Тёфу было открытов 1913 году. К 1923 году была завершена основная секция дороги (ныне Линия Кэйо) между Синдзюку и Кэйо-Хатиодзи. Ширина колеи на участке от станции Футю до Кэйо-Хатиодзи, который был проложен компанией Gyokunan Electric Railway (яп. 玉南電気鉄道 Гёкунан Дэнки Тэцудо), первоначально была 1,067 мм. Позже ширину колеи изменили на стандартную для все остальной линии — 1,372 мм.
Линия Инокасира начала функционировать в 1933 году как совершенно обособленная компания — Teito Electric Railway (яп. 帝都電鉄 Тэйо Дэнтэцу). Этой компанией планировалось также соединить станцию Оимати с Судзаки (ныне специальный район Кото), но данный план не был реализован. В 1940 году Тэйто объединилась с Odakyu Electric Railway, а в 1942 году объединённые компании были влиты правительственным постановлением в Токё Кюко Дэнтэцу｜東京急行電鉄 (яп. {{{2}}}) (ныне Tokyu Corporation).
В 1947 году акционеры Токю проголосовали за отделение линия Кэйо и Инокасира в новую компанию — Keiō Teito Electric Railway (яп. 京王帝都電鉄 Кэйо Тэйто Дэнтэцу). С 1998 года компания стала называться Keio Electric Railway (яп. 京王電鉄 Кэйо Дэнтэцу).　Английское название корпорации было изменено на Keio Corporation 29 июня 2005 года.

### Закреплённые места

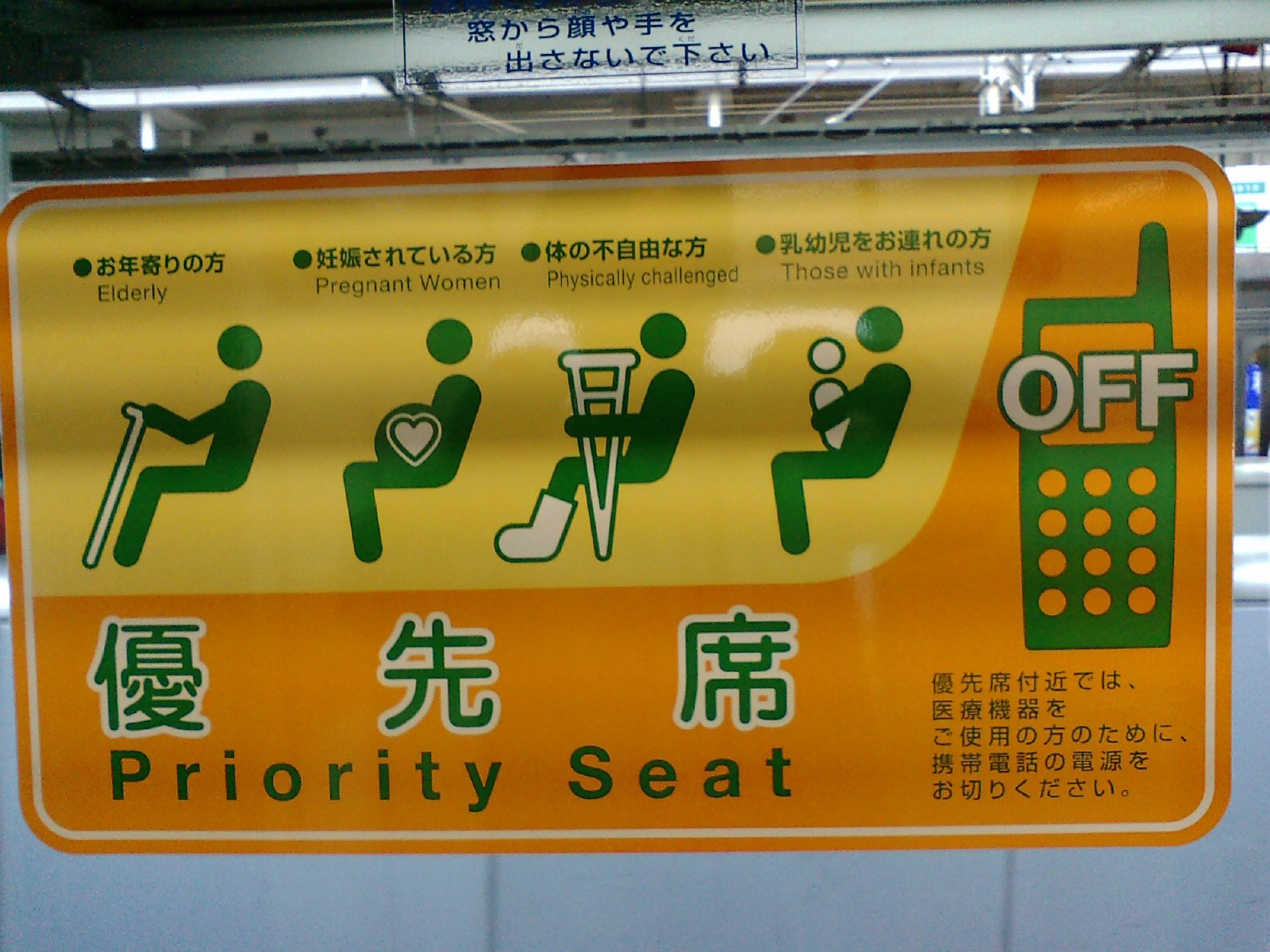
Табличка «Priority Seat»

Кэйо была одной из первых железнодорожных компаний выделивших специальные места в вагонах зарезервированные для инвалидов, стариков, беременных женщин и пассажиров с маленькими детьми. Эти места были введены в 1973 году в День почитания старших 15 сентября, и первоначально назывались «Серебряные места».

## Линии

Карта линии

Сеть Кэйо сконцентрирована вокруг Линии Кэйо протяжённостью в 37,9 км, имеющую 32 станции. Обычно её называют Keiō Main Line (яп. 京王本線 Кэйо Хонсэн).
| Линия            | Участок                             | Протяжённость (км) | Кол-во станций | Дата открытия   | Максимальная скорость |
| ---------------- | ----------------------------------- | ------------------ | -------------- | --------------- | --------------------- |
| Линия Кэйо       | Синдзюку — Кэйо-Хатиодзи            | 37,9               | 32             | 15 апреля, 1913 | 110 км/ч              |
| Линия Сагамихара | Тёфу — Хасимото                     | 22,6               | 13             | 1916            | 110 км/ч              |
| Линия Такао      | Китано — Такаосангути               | 8,6                | 7              | 20 марта, 1931  | 105 км/ч              |
| Линия Инокасира  | Сибуя — Китидзёдзи                  | 12,7               | 17             | 1934            | 90 км/ч               |
| Новая Линия Кэйо | Синдзюку — Сасадзука                | 3,6                | 4              | 1980            |                       |
| Линия Добуцуэн   | Такахатафудо — Тама-Добуцукоэн      | 2,0                | 2              | 29 апреля, 1964 |                       |
| Линия Кэйбадзё   | Хигаси-Футю — Футю-Кэйба-Сэймон-маэ | 0,9                | 2              | 29 апреля, 1955 |                       |
| Всего            | 7 линий                             | 88,3               |                |                 |                       |

Линия Инокасира полностью отделена от остальных линий и не имеет с ними общих участков. Пересадка возможна на станции Мэйдаймаэ.

## Подвижной состав
Во всех вагонах на линии сиденья расположены вдоль стенок вагона.

### Ширина колеи 1 372 мм

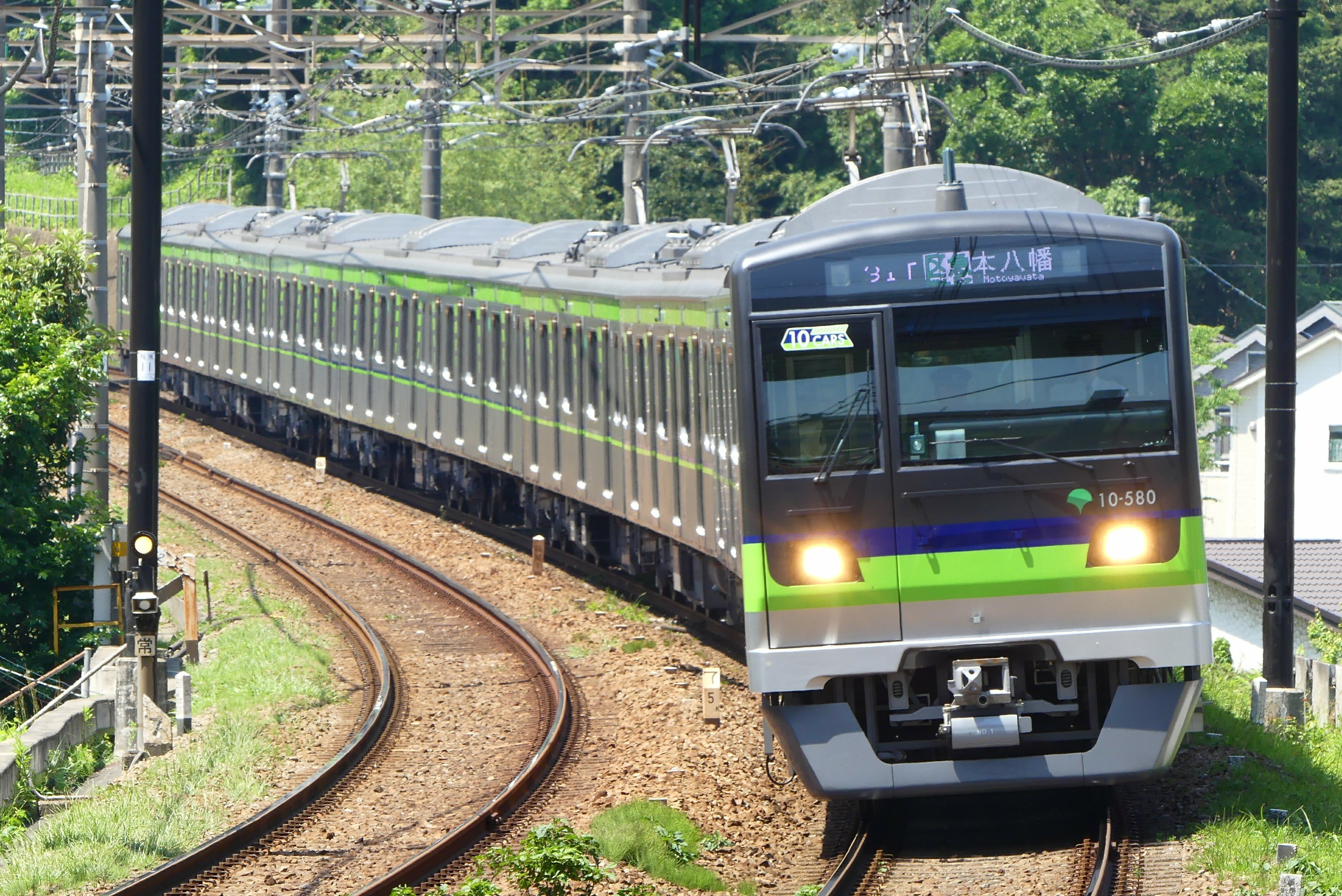
10-300 series
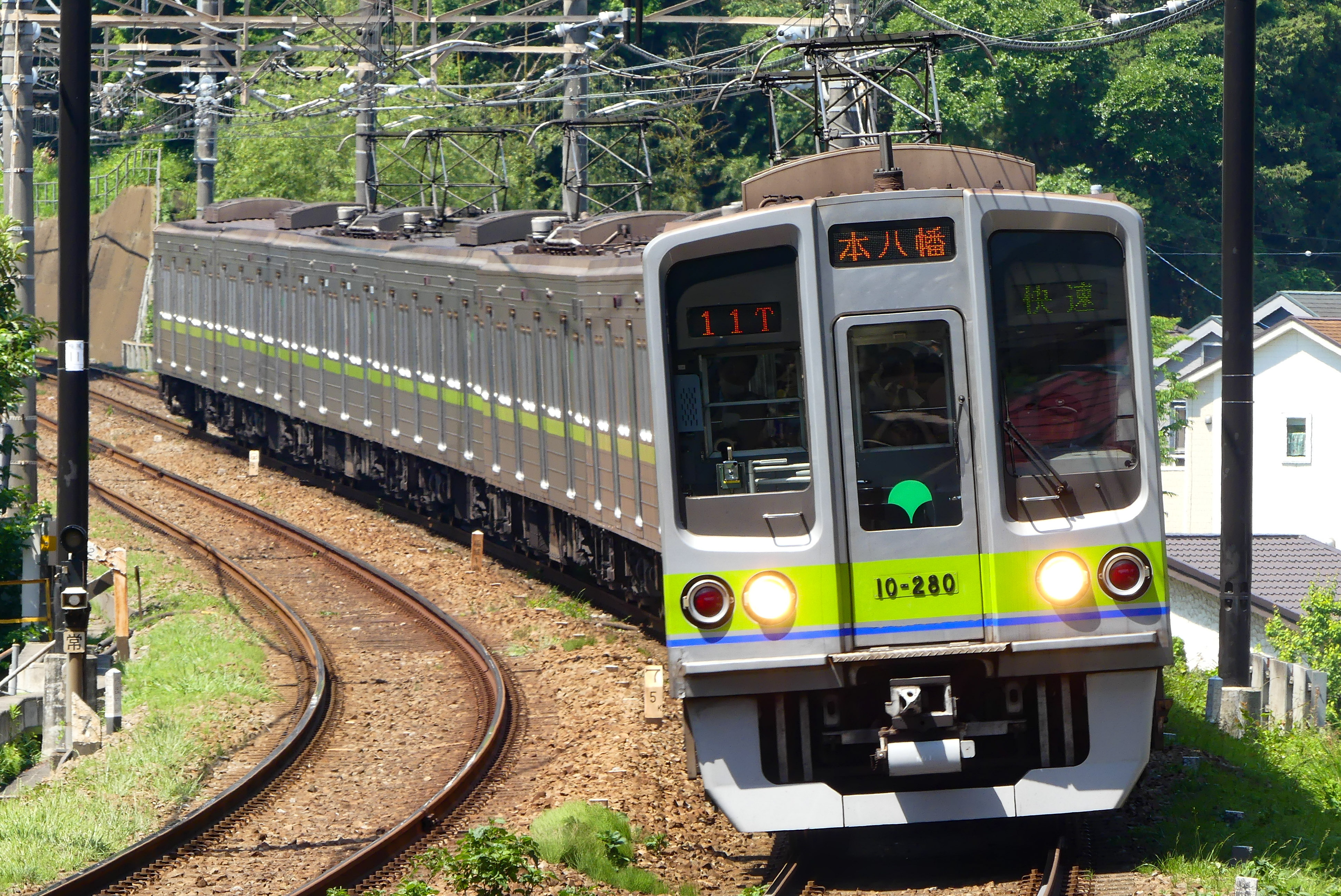
10-000 series

- 9000 series (с 2001)
- 8000 series (с 1992)
- 7000 series (с 1984)
- 5000 series (с 2017)

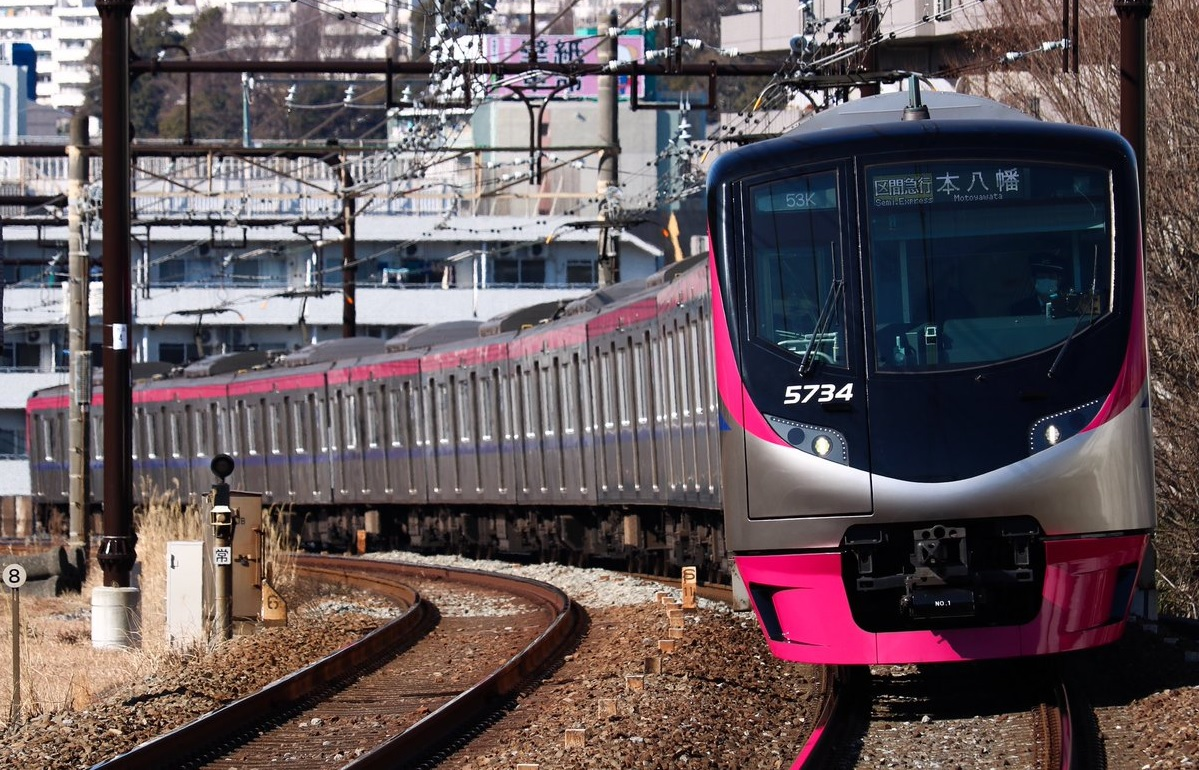
5000 series
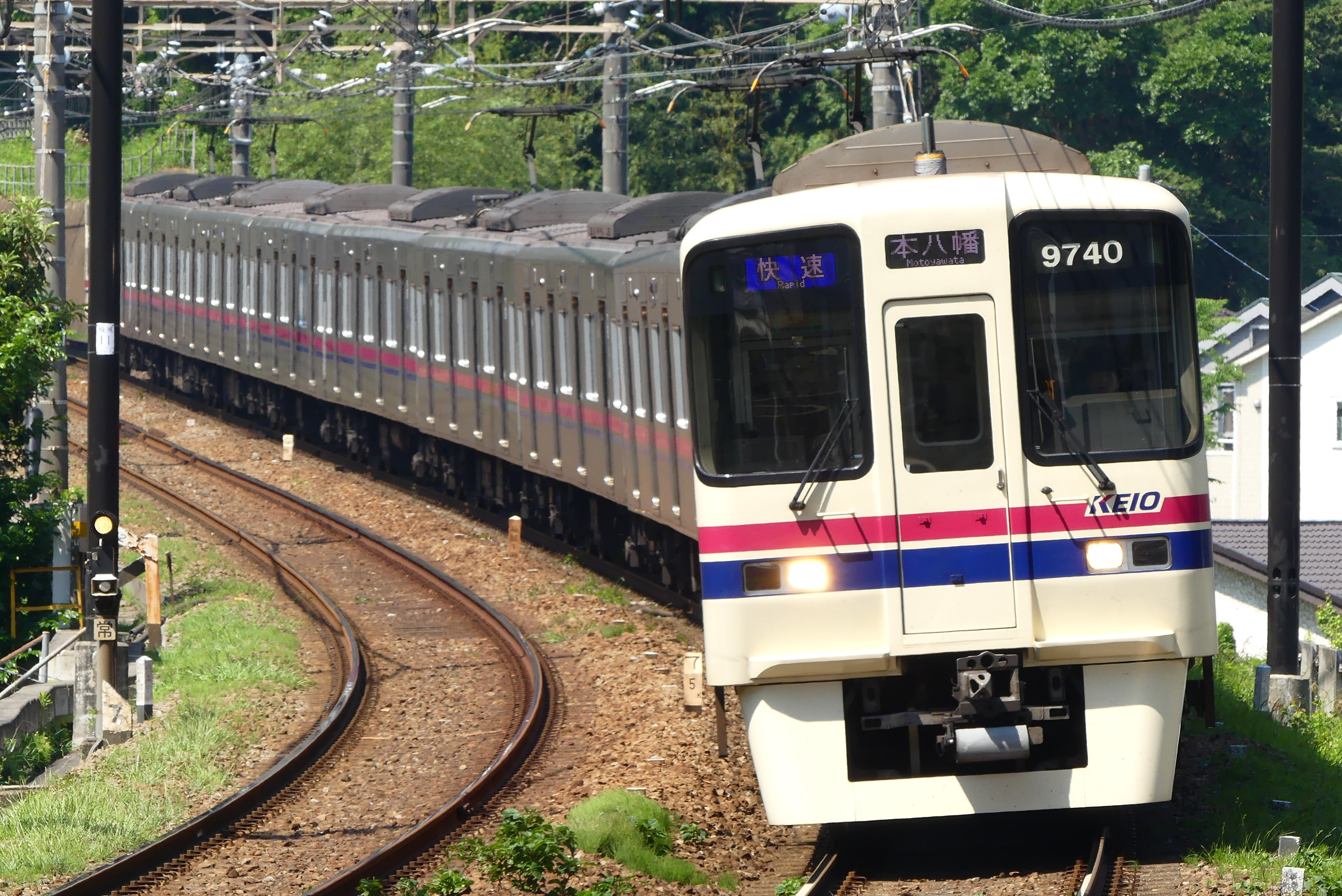
9000 series
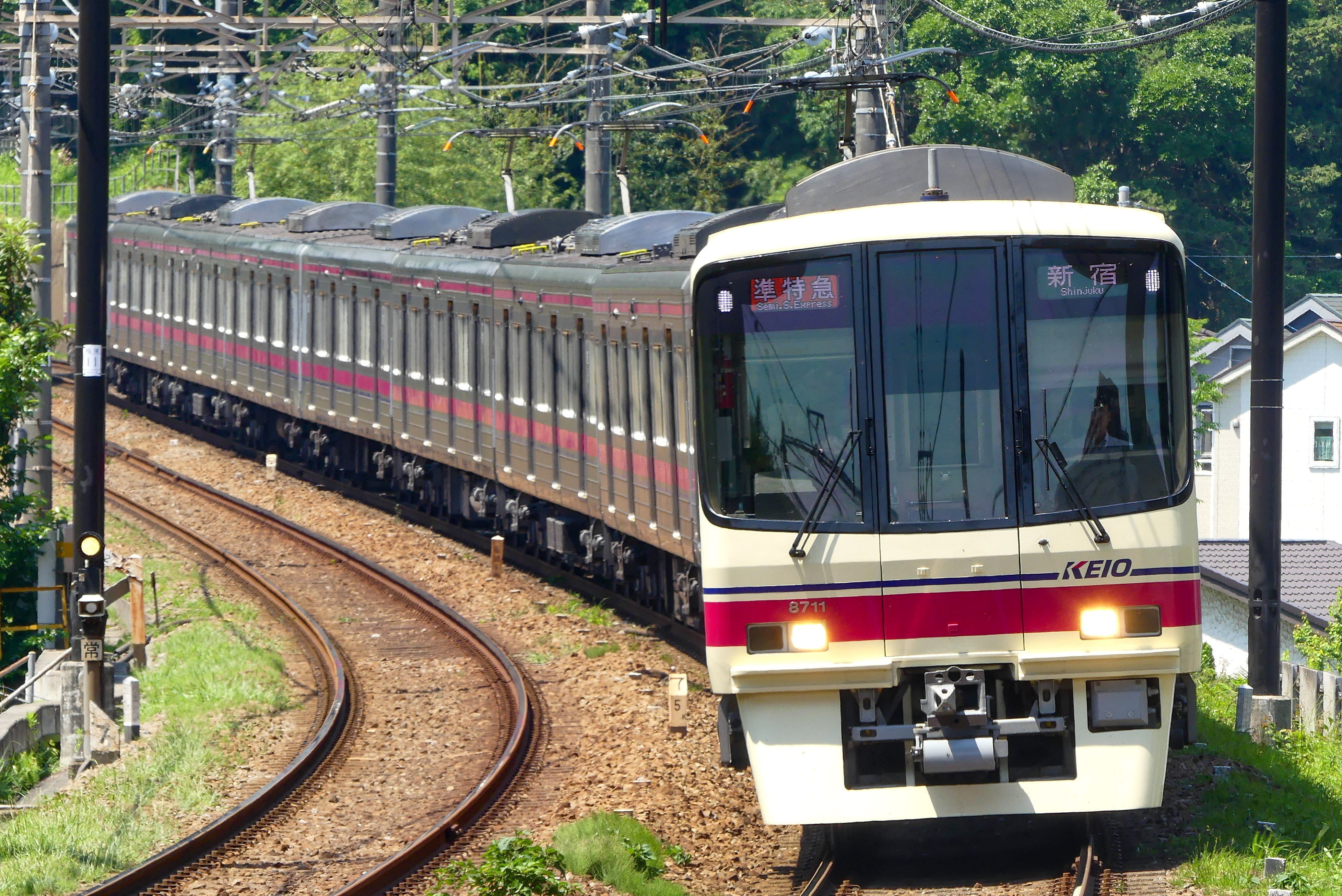
8000 series
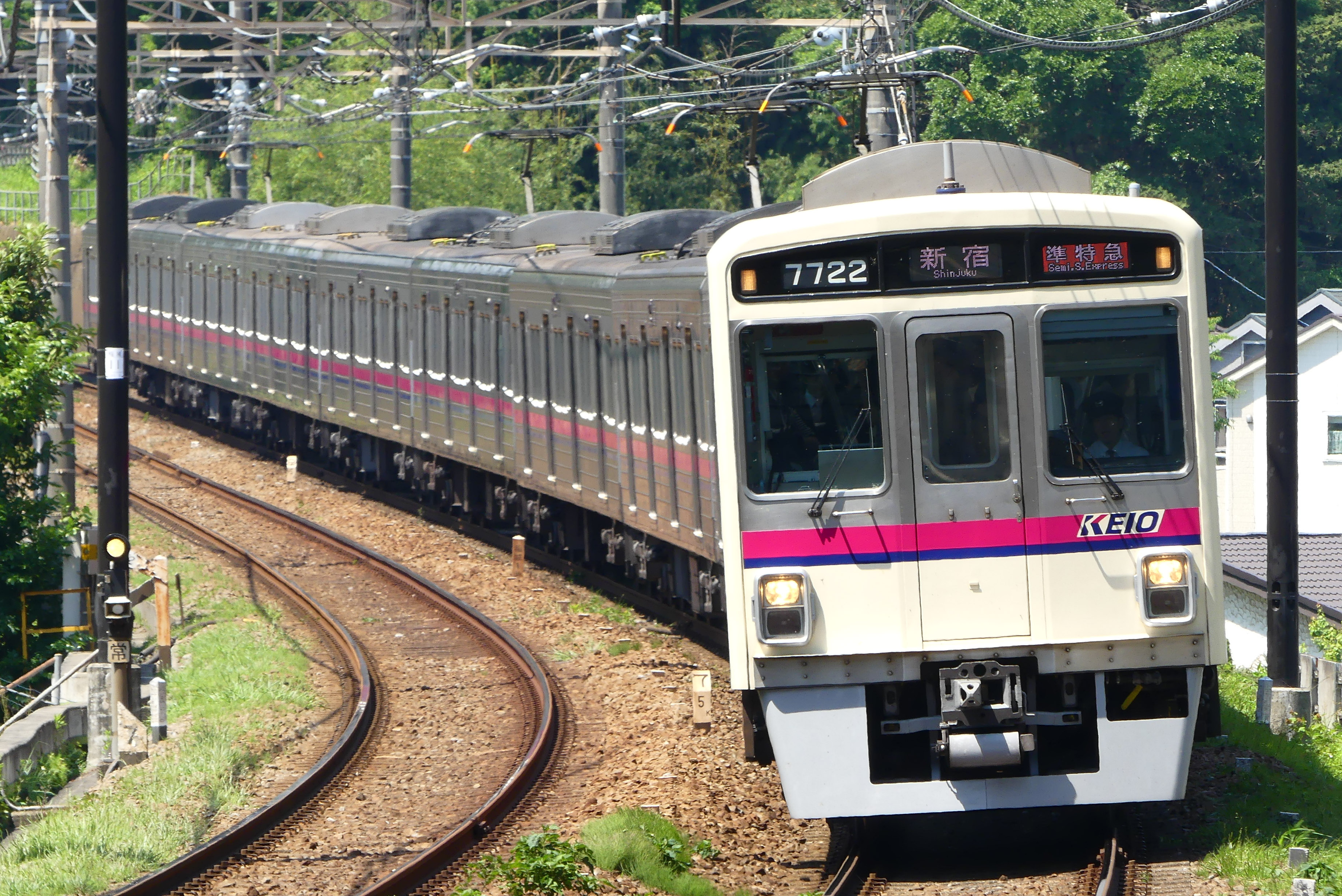
7000 series

Поезда Линии Синдзюку
- 10-300 series
- 10-000 series

- 10-300 series
- 10-000 series

### Ширина колеи 1,067 мм
- 1000 series (с1996)

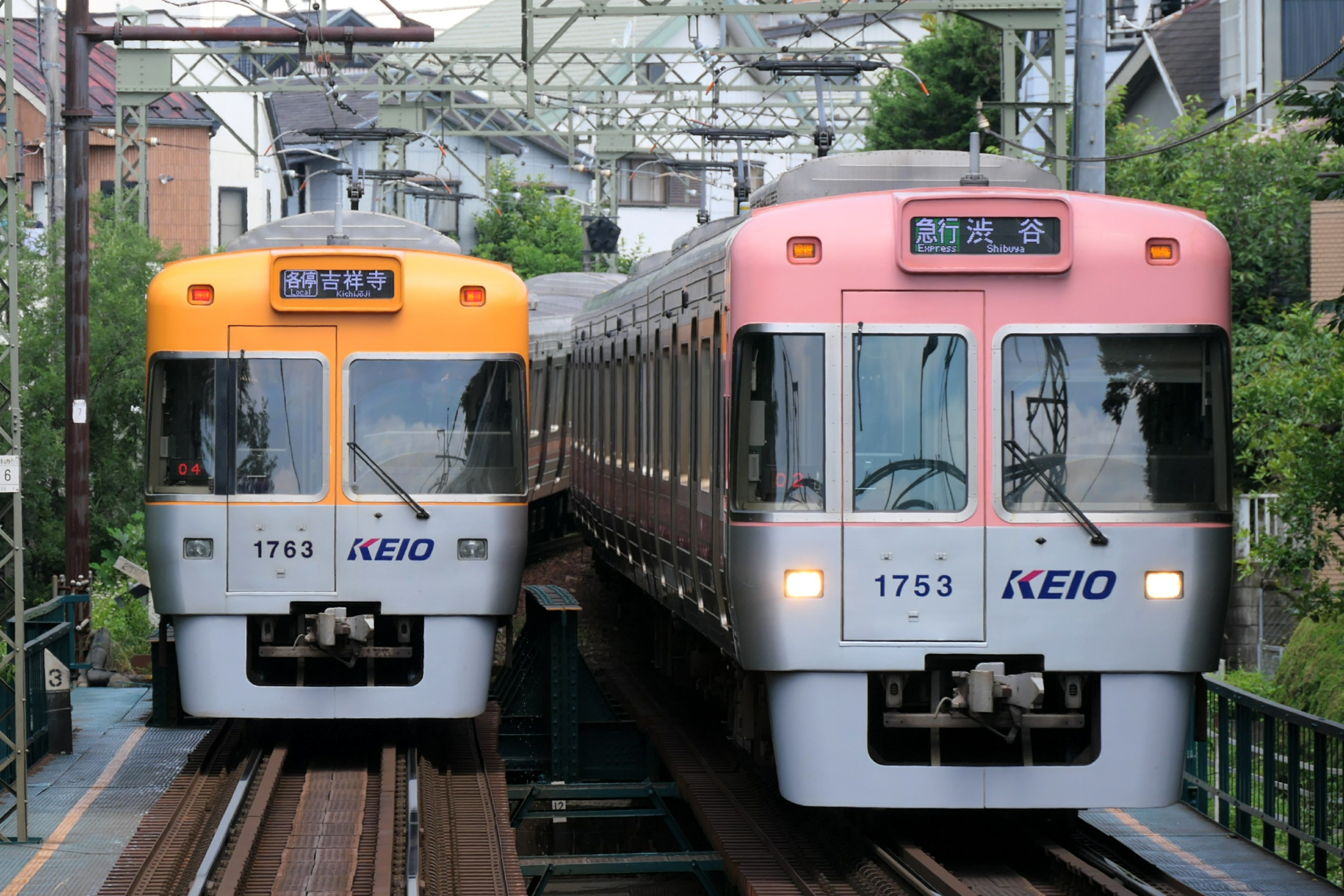
1000 series

## Близкие компании

### Транспорт
- Mitake Tozan Railway
- Keio Dentetsu Bus
- Nishi Tokyo Bus

### Розничная торговля
- Keio Department Store
- Keio Store

### Прочие
- Keio Realty and Development
- Keio Travel Agency
- Keio Plaza Hotel
- Keio Construction